# Packet radio

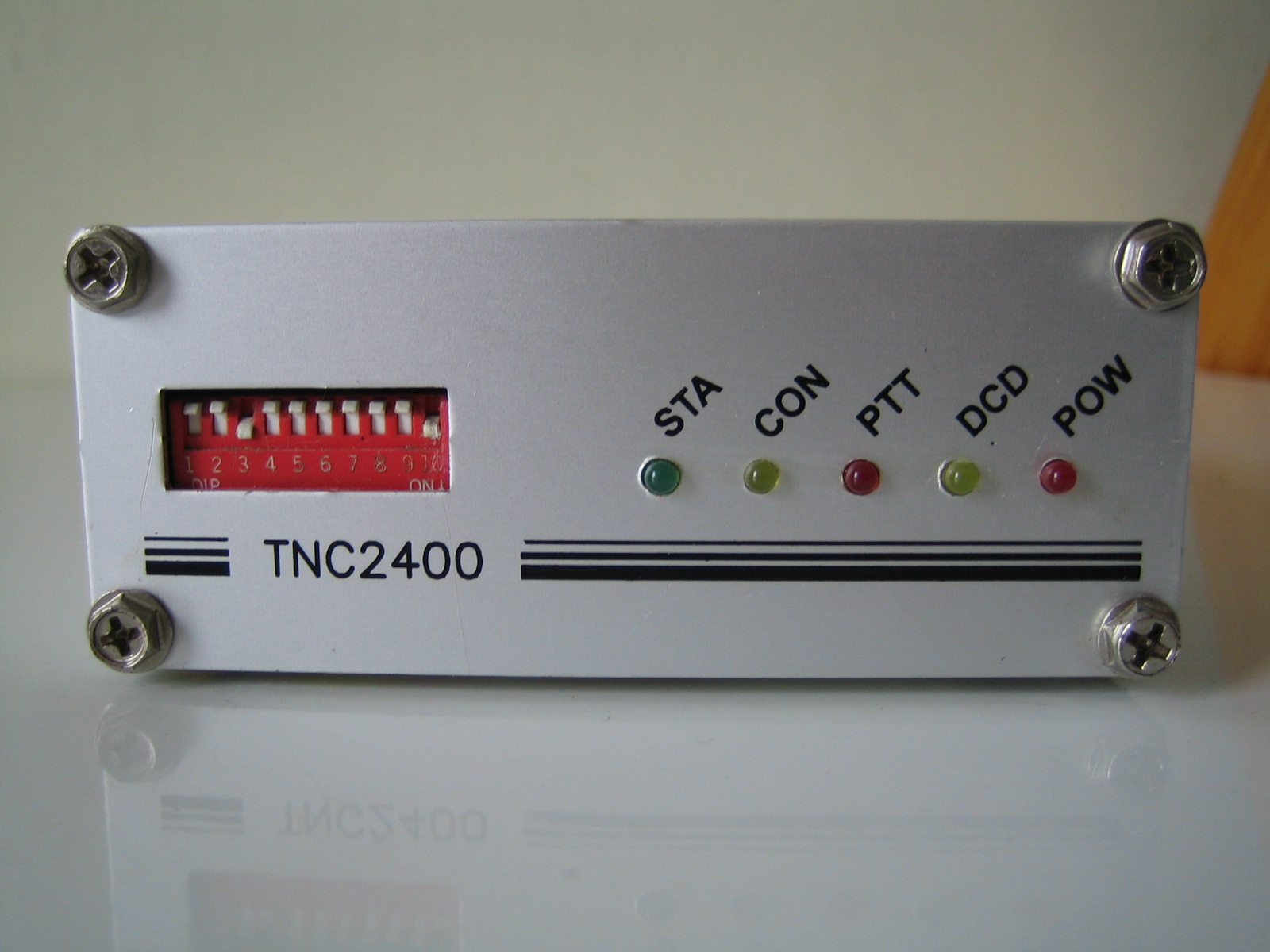
TNC (Terminal Node Controller) mòdem de packet radio 2400Bd.

 Packet ràdio  o  ràdio-paquet  és un sistema de comunicació digital per a les comunicacions entre ordinadors que empra un sistema basat en les emissores de radioaficionats. Consisteix en l'enviament, a través de la ràdio, de Senyals Digitals mitjançant en petits paquets que després són reensamblat en un missatge complet a la destinació final.

## Introducció
Generalment s'utilitza el protocol de comunicació AX.25, que no és més que el protocol X.25 adaptat a la radioafició (Amateur X.25).
El ràdio-paquet permet la interconnexió entre diversos ordinadors d'una manera més avançada que altres sistemes digitals per diverses raons:
- Multiple : és possible que diversos usuaris estiguin utilitzant la mateixa sovint de transmissió a la vegada, sense que això provoqui cap error.

- Detecció d'errors : els paquets rebuts són examinats i si s'ha produït un error, es demana que siguin retransmesos.

- Treball en mode automàtic : es realitza en VHF/UHF, i permet a l'usuari deixar la seva estació encesa perquè altres usuaris puguin connectar-se sense saber si està o no al teclat.

- Llarga distància de transmissió : Es poden comunicar màquines tan llunyanes com es vulgui. No influeix la distància, només l'existència d'estacions intermèdies que puguin fan arribar les dades sense problemes.

- Transparència a l'usuari : tot el procés es realitza de forma transparent a l'usuari.

## Configuració de l'estació
Una estació Packet Radio bàsica consisteix en:
- TNC (controlador de node terminal) : és una "petita caixa negra" unida a l'ordinador i la ràdio, que conté el programari necessari per a la comunicació entre l'estació i el mòdem (TNC) que és l'encarregat de convertir els senyals binaris en tons (senyals d'àudio), amb els que es formen els «paquets» que són després enviats. Cada paquet porta l'adreça d'origen i de destinació així com la ruta entre els respectius terminals.

- Ordinador : és la interfície de l'usuari. Si s'està utilitzant TNC, serà necessari un programa de comunicacions per a l'ordinador. Qualsevol Software per mòdem telefònic pot funcionar bé.

- Ràdio : en sistemes UHF/VHF els paquets utilitzen radis de banda ampla de veu FM per velocitats de transmissió de 1200/2400 bps; per a ràdios de paquets HF a 300 bps s'utilitza la banda senzilla SSB, i per a altes velocitats es fan servir ràdios FM modificats.

## Breu història
Packet ràdio existeix des de mitjans dels anys 60.
El 1970, la Universitat de Hawaii va construir la xarxa ALOHA. Basada en packet ràdio, la seva importància es basava en l'ús d'un mitjà compartit per a la transmissió, la qual cosa va despertar molt interès. El seu objectiu principal era facilitar les comunicacions entre l'ordinador central i els ordinadors de la universitat dispersos per les illes hawaianes.
Després d'això, packet ràdio com a tal va ser vist per primera vegada el 1978 en la reunió del Mont-real Amateur Radio Club, on per primera vegada es van transmetre i rebre paquets lliures d'errors.
A continuació, VADCG (Vancouver Amateur Digital Communication Group) va desenvolupar al TNC.
Més tard, el 1981, es funda TAPR (Tucson Amateur Radio Packet), la qual desenvolupa el TNC-1 el 1982 i TNC-2 entre 1984-1985. El 1985, va sorgir la revolució del packet ràdio quan TAPR va vendre prop de mil kits TNC-2.